# Trichauxa fusca
Trichauxa fusca là một loài bọ cánh cứng trong họ Cerambycidae.